# Гаврилов Михайло Олександрович
Миха́йло Олекса́ндрович Гаври́лов (*24 листопада 1903—†1979) — радянський учений, який стояв біля витоків інформатики в СРСР, зокрема технічної кібернетики, теорії автоматів та теорії ЕОМ, член-кореспондент АН СРСР (1964).
Висунув ідею про те, що багато інженерні задачі проектування пристроїв релейного автоматики можна вирішувати формальними методами з використанням апарату математичної логіки. Розробив практичні методи синтезу схем і пристроїв, що використовують контакти, керовані за допомогою реле. Розвивав методи автоматичного проектування дискретних керувальних пристроїв.
Основні праці з телемеханіки, теорії релейних пристроїв і кінцевих автоматів. У 1950 році опублікував свою книгу «Теорія релейно-контактних схем», що стала першою в світі книжкою, присвяченою логічним методам аналізу та синтезу схем.
Премія АН СРСР ім. П. Н. Яблочкова (1958).
Праці
- Гаврилов Μ. Α., Теория релейно-контактных схем, М.-Л., 1950